# Pseudochalcura prolata
Pseudochalcura prolata är en stekelart som beskrevs av John M. Heraty 1986. Pseudochalcura prolata ingår i släktet Pseudochalcura och familjen Eucharitidae.
Artens utbredningsområde är Uruguay. Inga underarter finns listade i Catalogue of Life.